# Sendai
Sendai (仙台市 Sendai-shi?) es la capital de la prefectura de Miyagi, Japón, y es la mayor ciudad de la región de Tohoku. La ciudad tiene una población superior a un millón de personas y pertenece al grupo de 19 ciudades de más relevancia en Japón.
Sendai fue fundada en el año 1600 por el daimyō Date Masamune, y se la conoce como "La Ciudad de los Árboles." En verano se celebra el Festival de Tanabata de Sendai, el mayor festival de Tanabata en Japón. En invierno, los árboles se decoran con miles de luces para el Desfile de la Luz (光のページェント?), que dura casi todo diciembre.
El 11 de marzo de 2011 sufre un gran terremoto de magnitud 9 provocando un maremoto en la costa de Honshū a 130 km de esta ciudad.

## Historia

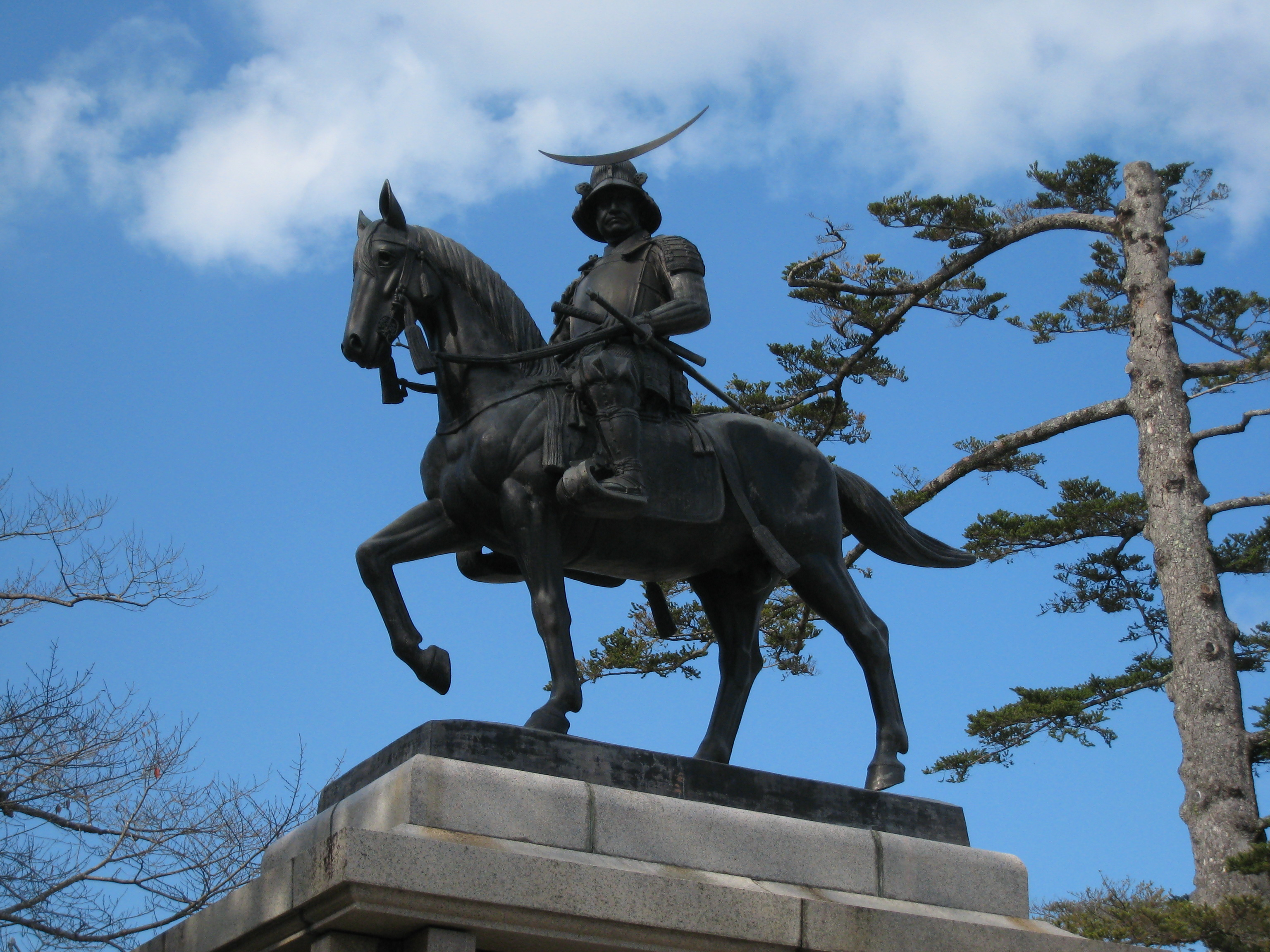
Estatua de Date Masamune

Aunque el área de Sendai ha estado habitada desde hace al menos 20.000 años, la historia de Sendai como ciudad empieza en el año 1600, cuando el daimyo Date Masamune se trasladó al pueblo. Masamune no estaba contento con su anterior fortaleza, Iwadeyama. Iwadeyama se encontraba al norte de sus territorios, y era difícil acceder desde Edo (hoy en día, Tokio). Sendai se encontraba en una localización ideal, estando en el centro de los nuevos territorios de Masamune, en una carretera principal que conectaba con Edo, y cerca del mar. Tokugawa Ieyasu le dio permiso a Masamune para construir un nuevo castillo en Aoba-yama (Monte Aoba), Sendai, tras la batalla de Sekigahara.
En esta época, el nombre de "Sendai" estaba escrito como 千代 (literalmente, "mil generaciones"), porque un templo con mil estatuas de buda (千体 sentai?) se encontraba en Aoyama. Masamune cambió el kanji a 仙臺, más tarde 仙台 (literalmente "ermitaño/mago", "plataforma" o en sentido figurado, "ermitaño en la plataforma/tierra elevada"). El kanji se cogió de un poema chino que admiraba el palacio creado por el Emperador Wen de Han, comparándolo con un palacio mítico en las Montañas Kunlun. Se dice que Masamune eligió este kanji para que el castillo prosperara tanto como una montaña habitada por un ermitaño inmortal.
Masamune ordenó la construcción del Castillo de Sendai en diciembre de 1600, y la construcción del pueblo en 1601. El trazado de las calles en la Sendai de hoy en día está basado en sus planes originales.
Sendai fue incorporada como ciudad el 1 de abril de 1889, debido a la abolición del sistema han. En el momento de su incorporación, el área de la ciudad era de 17,45 km² y su población era de 86.000 habitantes. La ciudad creció, tras siete anexiones de pueblos vecinos entre 1928 y 1988. El 1 de abril de 1989, la ciudad se convirtió en una ciudad designada. La población de Sendai superó el millón de habitantes en 1999.
Sendai era considerada una de las ciudades más verdes de Japón, debido al gran número de árboles y plantas. Antes de la Segunda Guerra Mundial, Sendai era conocida como La Ciudad de los árboles, ya que el han de Sendai animaba a los residentes a plantar árboles en sus jardines. Muchas casas, templos y santuarios de la ciudad tenían bosques residenciales (屋敷林 yashikirin?). Los ataques aéreos durante la guerra destruyeron mucha vegetación, y aún más se perdió durante el crecimiento de la posguerra y el terremoto de 2011.
La 2.ª División de Infantería era conocida como "Sendai", dado que tenía su base en la ciudad, y reclutaba localmente. Durante la Segunda Guerra Mundial estuvo involucrada en muchas campañas diferentes, pero una de las más importantes fue la Batalla de Guadalcanal. Sendai fue además la ciudad donde los prisioneros de guerra americanos, algunos de ellos tras haber sobrevivido la Marcha de la Muerte de Batán, fueron forzados a trabajar en las minas de plomo.

### Terremoto y tsunami de 2011

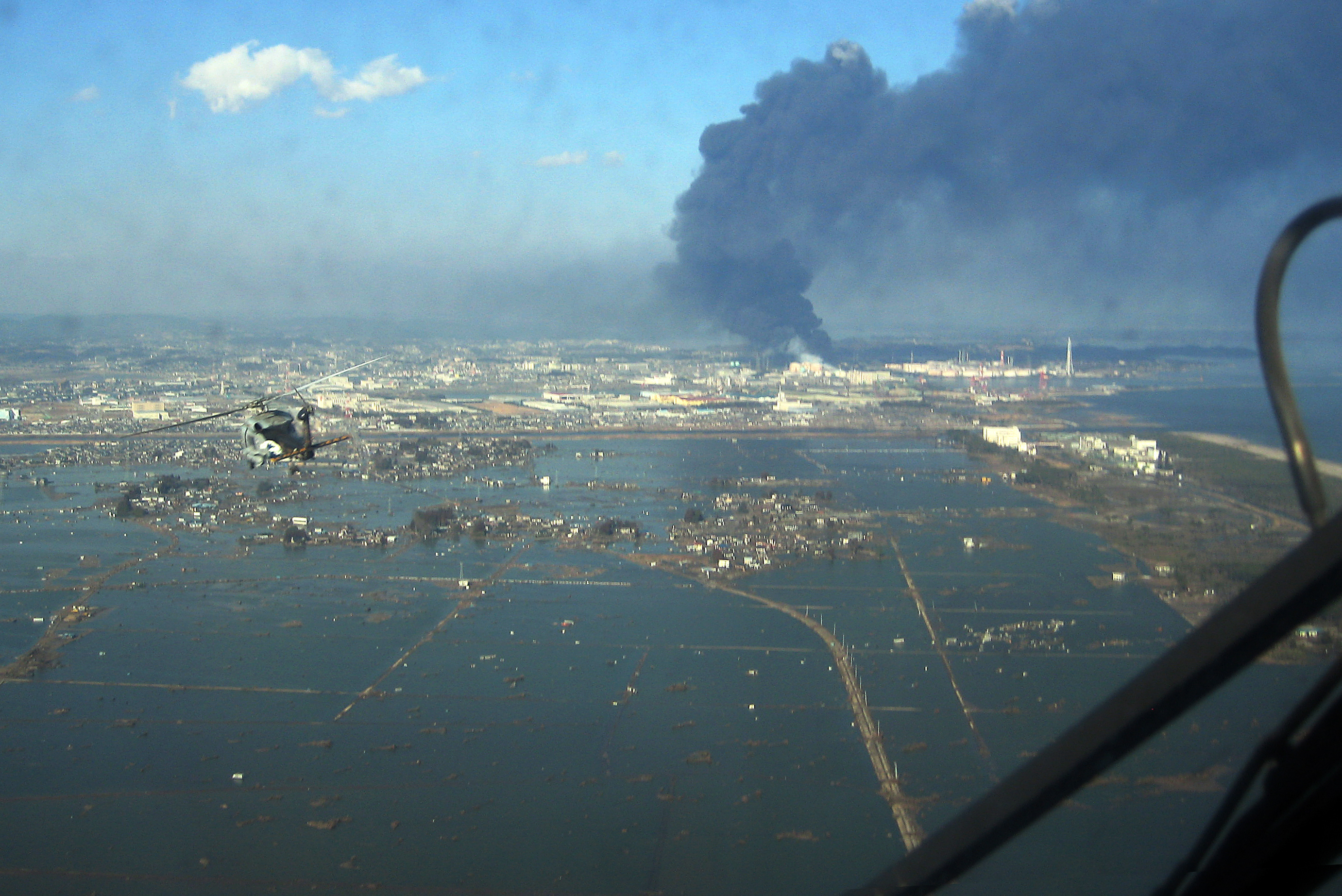
Vista aérea del puerto de Sendai tras el terremoto, 12 de marzo de 2011

El 11 de marzo de 2011, a las 14:46:23 hora local (05:46:23 UTC), un terremoto de magnitud 9 y un subsiguiente tsunami, con varias olas de 40,5 metros de altura golpeó Sendai. El epicentro del terremoto se ubicó en el mar, frente a la costa de Honshu, 130 km al este de la ciudad y 373 kilómetros de Tokio, de acuerdo al Servicio Geológico de los Estados Unidos (USGS). Tras el terremoto se registraron múltiples réplicas. Un terremoto de magnitud 7,0 se registró a las 15:06 hora local, de 7,4 a las 15:15 hora local y de 7,2 a las 15:26 hora local. Luego del terremoto inicial se registraron más de cien réplicas con magnitudes superiores a 4,5 grados.
El tsunami no causó demasiado daño en el centro. En otras áreas, sin embargo, especialmente en el área costera, incluyendo el aeropuerto de Sendai, se informó de grandes daños. El tsunami alcanzó la Oficina del Barrio de Wakabayashi, a 8 km de la costa. Murieron centenares de personas, y otras muchas fueron heridas o se quedaron sin casa. Fue el terremoto más grande registrado en la historia de Japón.
El puerto de Sendai fue gravemente dañado y cerrado temporalmente. El puerto se reabrió el 16 de abril de 2011.

## Gobierno

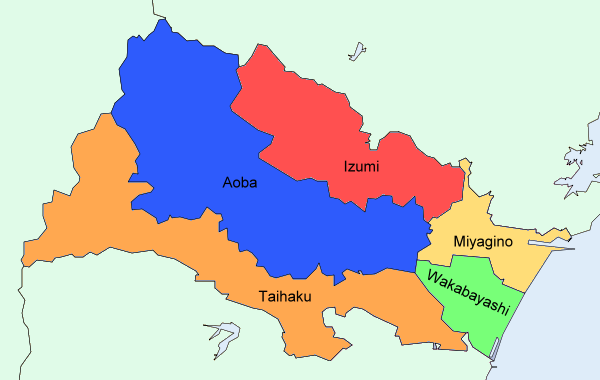
Mapa de los Barrios de Sendai

El sistema político de Sendai es similar al de otras ciudades de Japón: el alcalde es elegido a partir de una elección en toda la ciudad, y los miembros de la Asamblea son elegidos por 5 distritos electivos que se corresponden con los 5 distritos de la ciudad. El número de miembros de la asamblea que son asignados a cada distrito electoral se basa en la población. En mayo de 2005, la ciudad contabá con 60 miembros de la Asamblea, 17 de Aoba, 11 de Miyagino, 8 de Wakabayashi, 13 de Taihaku y 11 de Izumi. Sendai tiene dos vicealcaldes, que no son elegidos por el pueblo.
Sendai dispone de cinco distritos("ku"), que se crearon cuando se convirtió en una ciudad designada en 1989. La ciudad ha evitado conscientemente nombres que incluyen direcciones (por ejemplo, 北 norte, centro 中央) cuando escogió nombres para los nuevos distritos.
- Aoba-ku (青葉区) – centro administrativo
- Izumi-ku (泉区)
- Miyagino-ku (宮城野区)
- Taihaku-ku (太白区)
- Wakabayashi-ku (若林区)

## Economía
Sendai es el centro de la economía de la región de Tohoku, y es la base de la logística de la región y el transporte. La economía de la ciudad depende en gran medida de los servicios, lo que proporciona aproximadamente dos tercios del empleo y cerca de la mitad de los establecimientos.
Sendai es frecuentemente llamada una economía de sucursales, dado que muy pocas empresas tienen su sede en la ciudad. Diversas autoridades están cooperando para solucionar este problema, sobre todo mediante el fomento de empresas de alta tecnología de la Universidad de Tohoku, que es bien conocida por sus departamentos de ciencia e ingeniería.

## Infraestructura

### Energía
Tohoku Electric Power, un proveedor regional importante de energía eléctrica, tiene su sede en Sendai.

### Transporte

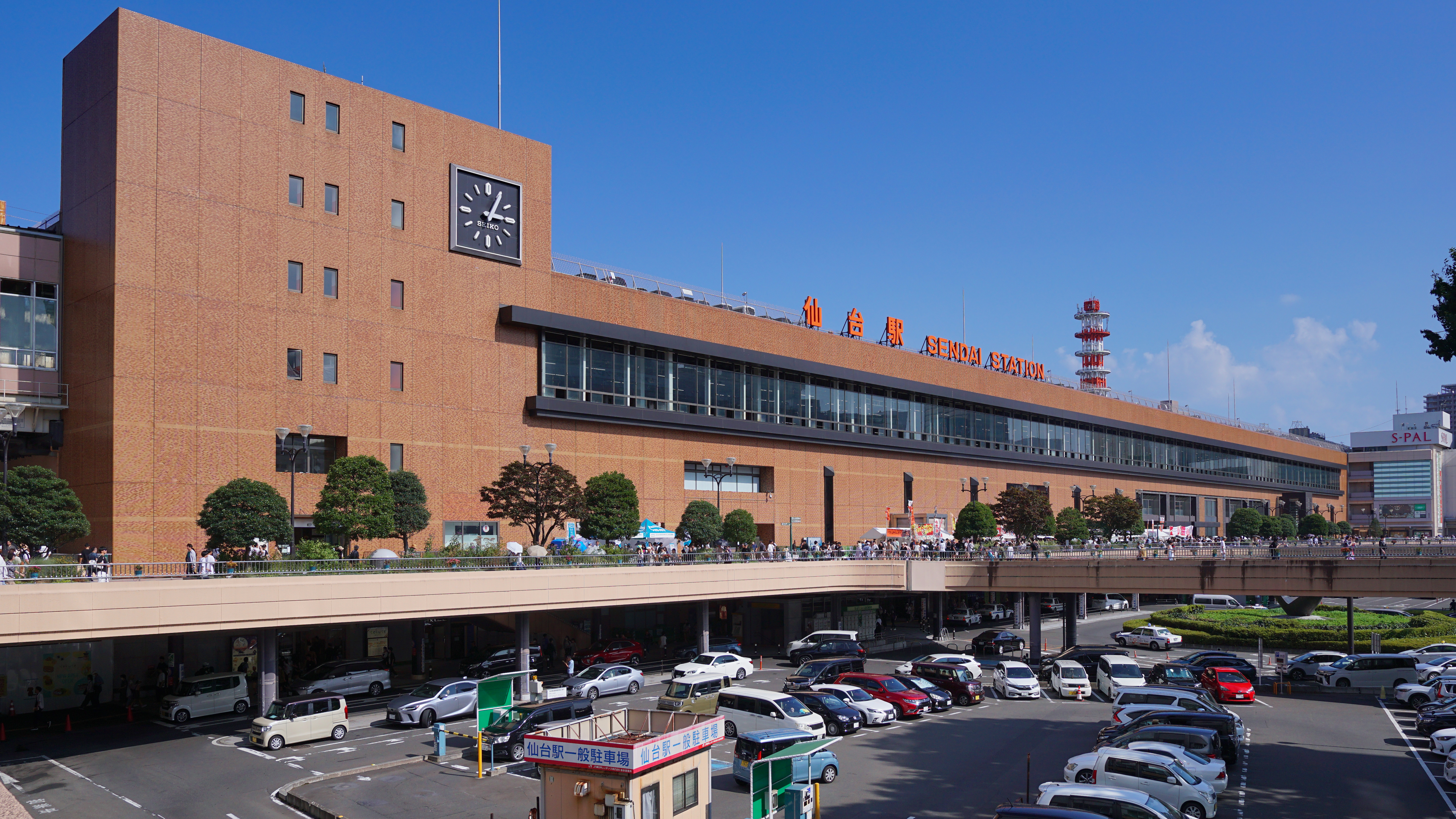
Estación de Sendai de JR

La Estación de Sendai de JR East es el centro de transporte principal de la ciudad. La estación sirve a siete líneas de JR y es una parada importante en el Shinkansen de Tōhoku y Akita. Un pasaje subterráneo conecta la estación al Metro de Sendai.
Sendai tiene una sola línea de metro, en dirección de norte a sur: la línea Nanboku, una de las más caras de Japón, con una tarifa básica de 200 yen. Actualmente se encuentra en construcción una segunda línea, en dirección este-oeste: la (línea Tōzai). Se estima que se completará en 2015.
El Aeropuerto de Sendai (localizado en la localidad vecina Natori) tiene vuelos internacionales a varios países. Un enlace de ferrocarril, abierto el 18 de marzo de 2007, conecta el aeropuerto a la ciudad.
La autopista de Tōhoku transcurre por el oeste de la ciudad de norte a sur, y está conectada a otras carreteras locales, como la carretera de Sendai Nambu, la carretera de Sendai Tobu, la autopista de Sanriku (carretera de Sendai-Matsushima) y la carretera de Sendai Hokubu.

## Clima
Sendai tiene un clima subtropical muy húmedo. Los inviernos son frescos y relativamente secos, en enero hay temperaturas promedio de 1,5 °C. Los veranos son muy calurosos y la mayor parte de las precipitaciones del año ocurren en los veranos, en agosto la temperatura promedio es de 24.1 °C. La ciudad es raramente afectada por tifones, y experimenta solo 6 días con más de 10 centímetros de lluvia de promedio. La temporada de lluvias de Sendai generalmente comienza a finales de junio y principios de julio, más tarde que en la mayoría de las ciudades en Japón. Durante esta temporada, los vientos fríos de la masa de aire Okhotsk, llamado "Yamase", son más fuertes.
| Parámetros climáticos promedio de Sendai, Japón (1971-2000) | Parámetros climáticos promedio de Sendai, Japón (1971-2000) | Parámetros climáticos promedio de Sendai, Japón (1971-2000) | Parámetros climáticos promedio de Sendai, Japón (1971-2000) | Parámetros climáticos promedio de Sendai, Japón (1971-2000) | Parámetros climáticos promedio de Sendai, Japón (1971-2000) | Parámetros climáticos promedio de Sendai, Japón (1971-2000) | Parámetros climáticos promedio de Sendai, Japón (1971-2000) | Parámetros climáticos promedio de Sendai, Japón (1971-2000) | Parámetros climáticos promedio de Sendai, Japón (1971-2000) | Parámetros climáticos promedio de Sendai, Japón (1971-2000) | Parámetros climáticos promedio de Sendai, Japón (1971-2000) | Parámetros climáticos promedio de Sendai, Japón (1971-2000) | Parámetros climáticos promedio de Sendai, Japón (1971-2000) |
| Mes                                                         | Ene.                                                        | Feb.                                                        | Mar.                                                        | Abr.                                                        | May.                                                        | Jun.                                                        | Jul.                                                        | Ago.                                                        | Sep.                                                        | Oct.                                                        | Nov.                                                        | Dic.                                                        | Anual                                                       |
| ----------------------------------------------------------- | ----------------------------------------------------------- | ----------------------------------------------------------- | ----------------------------------------------------------- | ----------------------------------------------------------- | ----------------------------------------------------------- | ----------------------------------------------------------- | ----------------------------------------------------------- | ----------------------------------------------------------- | ----------------------------------------------------------- | ----------------------------------------------------------- | ----------------------------------------------------------- | ----------------------------------------------------------- | ----------------------------------------------------------- |
| Temp. máx. media (°C)                                       | 5.2                                                         | 5.5                                                         | 8.8                                                         | 14.8                                                        | 19.5                                                        | 22.0                                                        | 25.7                                                        | 27.9                                                        | 24.1                                                        | 19.1                                                        | 13.4                                                        | 8.3                                                         | 16.2                                                        |
| Temp. media (°C)                                            | 1.5                                                         | 1.7                                                         | 4.5                                                         | 10.1                                                        | 14.9                                                        | 18.3                                                        | 22.1                                                        | 24.1                                                        | 20.4                                                        | 14.8                                                        | 9.1                                                         | 4.3                                                         | 12.2                                                        |
| Temp. mín. media (°C)                                       | -2.0                                                        | -1.8                                                        | 0.5                                                         | 5.7                                                         | 10.8                                                        | 15.3                                                        | 19.3                                                        | 21.2                                                        | 17.2                                                        | 10.8                                                        | 4.9                                                         | 0.6                                                         | 8.5                                                         |
| Precipitación total (mm)                                    | 33.1                                                        | 48.4                                                        | 73.0                                                        | 98.1                                                        | 107.9                                                       | 137.9                                                       | 159.7                                                       | 174.2                                                       | 218.4                                                       | 99.2                                                        | 66.8                                                        | 26.4                                                        | 1241.8                                                      |
| Nevadas (cm)                                                | 29                                                          | 31                                                          | 15                                                          | 1                                                           | 0                                                           | 0                                                           | 0                                                           | 0                                                           | 0                                                           | 0                                                           | 1                                                           | 14                                                          | 90                                                          |
| Días de nevadas (≥ 1 mm)                                    | 19.5                                                        | 17.4                                                        | 11.6                                                        | 1.7                                                         | 0.1                                                         | 0.0                                                         | 0.0                                                         | 0.0                                                         | 0.0                                                         | 0.0                                                         | 2.5                                                         | 11.9                                                        | 64.7                                                        |
| Horas de sol                                                | 151.3                                                       | 151.9                                                       | 182.3                                                       | 190.9                                                       | 198.7                                                       | 127.9                                                       | 127.7                                                       | 155.4                                                       | 119.8                                                       | 151.8                                                       | 140.2                                                       | 144.7                                                       | 1842.6                                                      |
| Humedad relativa (%)                                        | 65                                                          | 64                                                          | 62                                                          | 64                                                          | 70                                                          | 80                                                          | 83                                                          | 81                                                          | 78                                                          | 71                                                          | 67                                                          | 65                                                          | 70.8                                                        |
| Fuente:                                                     |                                                             |                                                             |                                                             |                                                             |                                                             |                                                             |                                                             |                                                             |                                                             |                                                             |                                                             |                                                             |                                                             |

## Educación

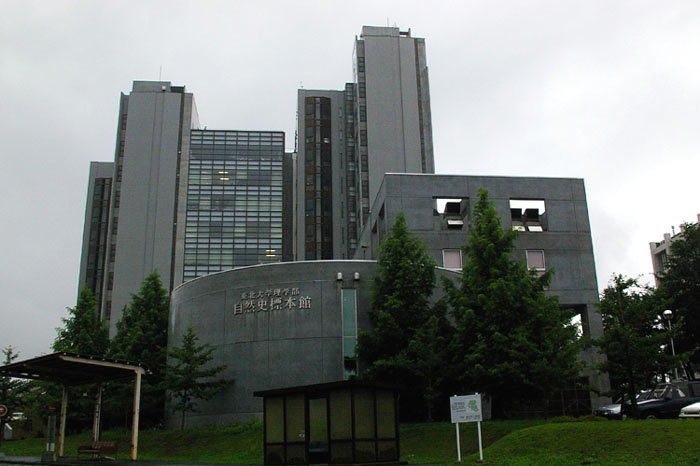
Universidad de Tohoku, campus de Aobayama

Sendai se considera a veces una "Ciudad Académica" (学都 gakuto?), porque la ciudad tiene muchas universidades con relación a su población.
Universidades cerca del área de Sendai incluyen:
- Universidad de Tohoku
- Universidad de Tohoku Gakuin
- Universidad de Miyagi
- Universidad Femenina de Miyagi Gakuin
- Universidad de Educación de Miyagi
- Universidad de Tohoku Fukushi

## Cultura
Sendai posee diversos santuarios, uno de ellos es el Santuario Osaki Hachiman.

### Museos
El Museo de la ciudad de Sendai es uno de los más importantes de la localidad.

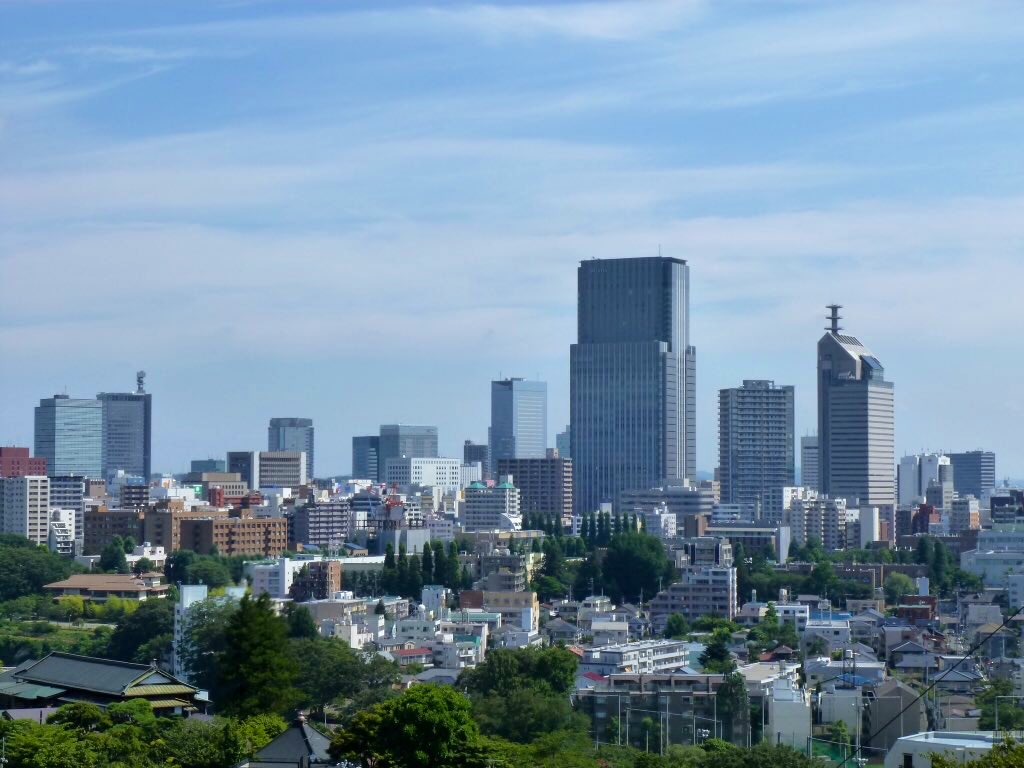
Sendai, vista del centro de la ciudad.
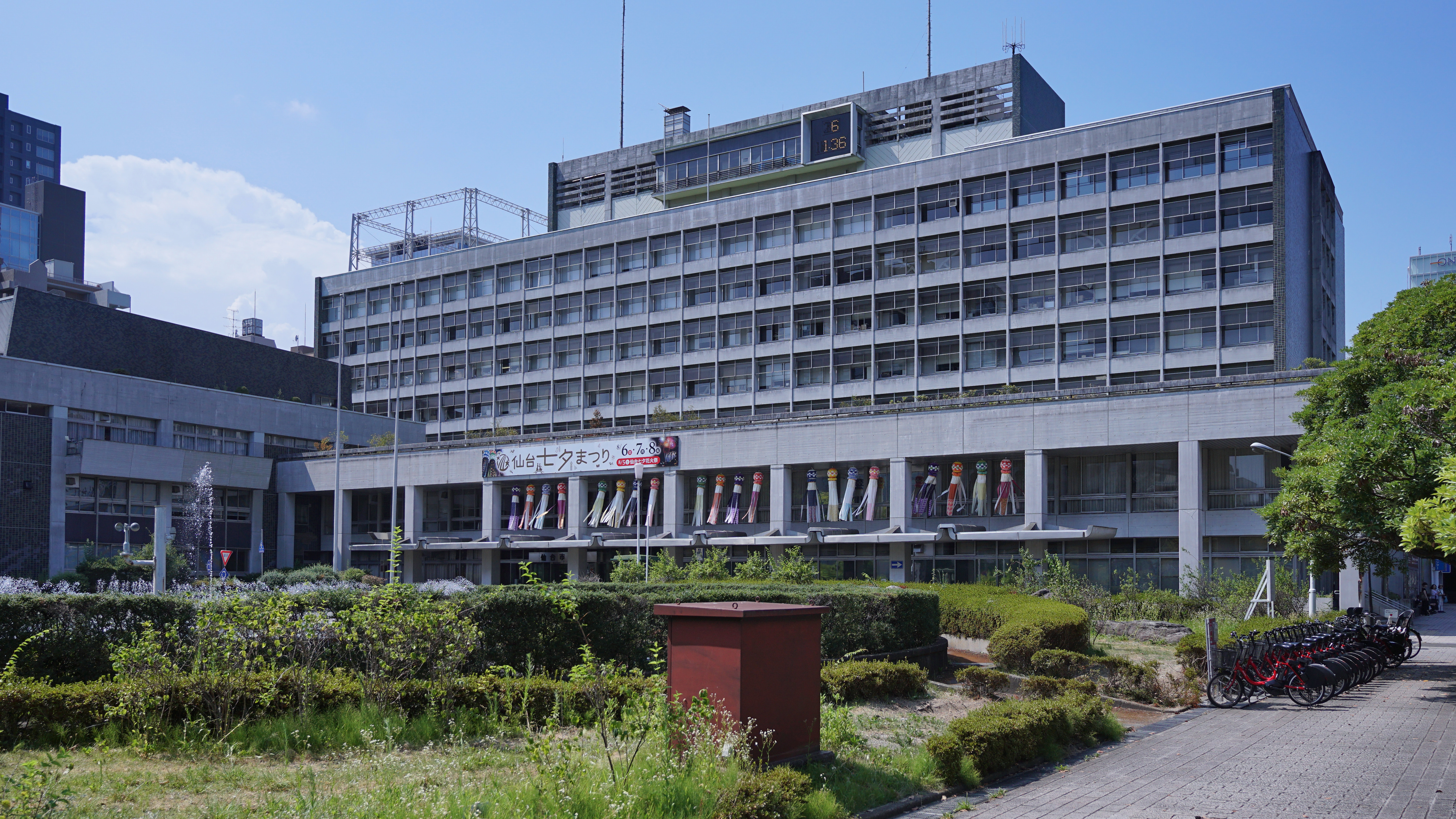
Ayuntamiento del distrito de Aoba-ku, Sendai.
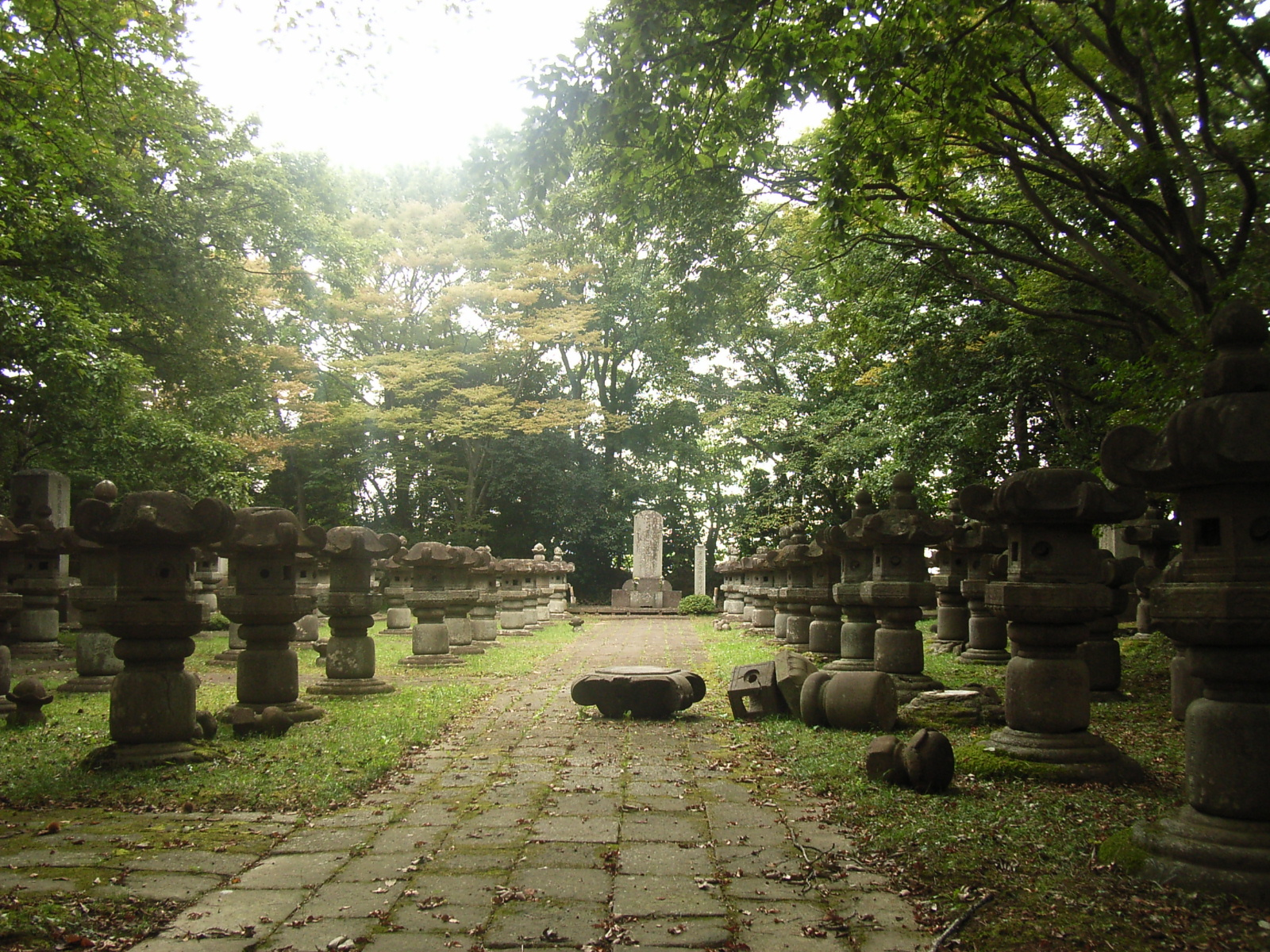
Tumba del clan Date, en el templo de Dainen.

## Ciudades hermanas
Sendai está hermanada con varias ciudades alrededor del mundo.
- Riverside, Estados Unidos (1957)
- Rennes, Francia (1967)
- Acapulco, México (1973)[12]
- Minsk, Bielorrusia (1973)
- Changchun, China (1980)
- Coria del Río, España (1993)[13][14]
- Dallas, Estados Unidos (1997)
- Gwangju, Corea del Sur (2002)
- Oulu, Finlandia (2005)
- Tainan, Taiwán (2006)